# 바이어슈트라스 M-판정법
해석학에서 바이어슈트라스 M-판정법(영어: Weierstrass M-test)은 함수항 급수가 균등 수렴할 충분 조건을 제시하는 수렴 판정법이다. 멱급수를 다룰 때 유용하다.

## 정의
{\displaystyle \mathbb {K} \in \{\mathbb {R} ,\mathbb {C} \}}가 실수체 또는 복소수체라고 하자.

### 실숫값 또는 복소숫값 함수항 급수
집합 {\displaystyle S} 및 함수열 {\displaystyle f_{n}\colon S\to \mathbb {K} } ({\displaystyle n\in \mathbb {N} })이 주어졌다고 하자. 또한, 다음을 만족시키는 음이 아닌 실수의 열 {\displaystyle (M_{n})_{n\in \mathbb {N} }\subseteq [0,\infty )}이 존재한다고 하자.
- 임의의 {\displaystyle n\in \mathbb {N} } 및 {\displaystyle s\in S}에 대하여, {\displaystyle |f_{n}(s)|\leq M_{n}}
- {\displaystyle \textstyle \sum _{n=0}^{\infty }M_{n}<\infty }

바이어슈트라스 M-판정법에 따르면, 함수항 급수 {\displaystyle \textstyle \sum _{n=0}^{\infty }f_{n}}는 균등 수렴한다.
증명:
임의의 양의 실수 {\displaystyle \epsilon >0}에 대하여, {\displaystyle \textstyle \sum _{n=0}^{\infty }M_{n}}의 부분합이 코시 수열이므로, 다음을 만족시키는 자연수 {\displaystyle N_{\epsilon }\in \mathbb {N} }가 존재한다.
임의의 {\displaystyle m,n>N_{\epsilon }}에 대하여, {\displaystyle \textstyle \left|\sum _{k=m+1}^{n}M_{k}\right|<\epsilon }
삼각 부등식에 따라, 임의의 {\displaystyle m,n>N_{\epsilon }} 및 {\displaystyle s\in S}에 대하여,
{\displaystyle \left|\sum _{k=m+1}^{n}f_{k}(s)\right|\leq \sum _{k=m+1}^{n}|f_{k}(s)|\leq \sum _{k=m+1}^{n}M_{n}<\epsilon }
이다. 균등 수렴에 대한 코시 수렴 판정법에 따라, {\displaystyle \textstyle \sum _{n=0}^{\infty }f_{n}}은 균등 수렴한다.

### 바나흐 공간 값의 함수항 급수
보다 일반적으로, 집합 {\displaystyle S} 및 {\displaystyle \mathbb {K} }-바나흐 공간 {\displaystyle (X,\Vert \cdot \Vert )} 및 함수열 {\displaystyle f_{n}\colon S\to X} ({\displaystyle n\in \mathbb {N} })이 주어졌다고 하자. 또한, 다음을 만족시키는 음이 아닌 실수의 열 {\displaystyle (M_{n})_{n\in \mathbb {N} }\subseteq [0,\infty )}이 존재한다고 하자.
- 임의의 {\displaystyle n\in \mathbb {N} } 및 {\displaystyle s\in S}에 대하여, {\displaystyle \Vert f_{n}(s)\Vert \leq M_{n}}
- {\displaystyle \textstyle \sum _{n=0}^{\infty }M_{n}<\infty }

바이어슈트라스 M-판정법에 따르면, 함수항 급수 {\displaystyle \textstyle \sum _{n=0}^{\infty }f_{n}}는 균등 수렴한다.
증명:
유계 함수 {\displaystyle S\to X}의 벡터 공간 {\displaystyle {\mathcal {B}}(S,X)} 위에 다음과 같은 상한 노름을 줄 수 있다.
{\displaystyle \Vert f\Vert _{\infty }=\sup _{s\in S}\Vert f(s)\Vert \qquad (f\in {\mathcal {B}}(S,X))}
이 경우 {\displaystyle {\mathcal {B}}(S,X)}는 위 노름에 대하여 바나흐 공간을 이룬다 (증명: 완비 거리 공간#완비 공간 값의 유계 함수).
각 {\displaystyle n\in \mathbb {N} }에 대하여 {\displaystyle \Vert f_{n}\Vert _{\infty }\leq M_{n}}이며, {\displaystyle \textstyle \sum _{n=0}^{\infty }M_{n}<\infty }이므로, {\displaystyle \textstyle \sum _{n=0}^{\infty }\Vert f_{n}\Vert _{\infty }<\infty }이다. 즉, {\displaystyle \textstyle \sum _{n=0}^{\infty }f_{n}}은 (상한 노름에 대하여) 절대 수렴한다. 따라서 {\displaystyle \textstyle \sum _{n=0}^{\infty }f_{n}}은 (상한 노름에 대하여) 수렴한다. 즉, 균등 수렴한다.

## 예
다음과 같은 함수열 {\displaystyle f_{n}\colon [0,\infty )\to \mathbb {R} } ({\displaystyle n\in \mathbb {Z} ^{+}})을 생각하자.
{\displaystyle f_{n}\colon x\mapsto x^{2}\exp(-nx)}
그렇다면
{\displaystyle f_{n}'(x)=x\exp(-nx)(2-nx)}
이므로 각 {\displaystyle f_{n}}은 {\displaystyle \textstyle x={\frac {2}{n}}}에서 최댓값 {\displaystyle \textstyle \left({\frac {2}{n}}\right)^{2}\exp(-2)}을 가진다. {\displaystyle \textstyle \sum _{n=1}^{\infty }{\frac {1}{n^{2}}}<\infty }이므로, {\displaystyle \textstyle \sum _{n=1}^{\infty }f_{n}}은 균등 수렴한다.

## 역사
카를 바이어슈트라스의 이름을 땄다.

## 같이 보기
- 균등 수렴

## 참고 문헌
- Rudin, Walter (1976). 《Principles of mathematical analysis》. International Series in Pure and Applied Mathematics (영어) 3판. McGraw-Hill. ISBN 978-0-07-054235-8. MR 0385023. Zbl 0346.26002. 2014년 10월 6일에 원본 문서에서 보존된 문서. 2014년 10월 6일에 확인함.: 148.